# إنصاف اليحياوي (صحفية)
إنصاف اليحياوي هي صحفية ومقدمة برامج تونسية. منذ عام 2014، تقدم البرنامج الأسبوعي قهوة عربي على قناة الوطنية 1.

## حياتها

### الطفولة والتعليم
إنصاف يحياوي تقول إنها لطالما حلمت بالعمل كمضيفة تلفزيونية. أمضت طفولتها في تونس، في حي باردو. بالإضافة إلى كونها شغوفة بالقراءة، فهي طالبة مجتهدة، حيث بدأت في دراسة الحقوق في عام 1995 في كلية العلوم القانونية والسياسية والاجتماعية بتونس.

### مشوارها في التلفزيون
بدأت حياتها المهنية كمضيفة في برنامج طبي على قناة كنال 24، في نفس وقت دراستها الجامعية.
في عام 1998، تم تعيينها كامن قبل جمال الدين برحال لاستضافة بث مباشر يغطي الأخبار الثقافية في تونس حتى عام 2001. بعد عامين، حلّت محل نزار الشعري في استضافة البرنامج الثقافي العام نسمة الصباح، حتى عام 2010.
في نهاية عام 2014، أصبحت مقدمة برنامج قهوة عربي، الذي لا تزال تقدمه لحد الآن. وتكمن الفكرة في إجراء مقابلات ل50 دقيقة في جميع أنحاء العالم مع شخصيات سياسية و قادة الرأي مثل عمرو موسى في مصر، برنار بيفوت، فريديريك ميتران وجاك لانغ في فرنسا، محمود عباس في فلسطين، وغيرهم.
سنة 2016، صنفت اليحياوي في المرتبة 81 لقائمة النساء الأكثر تأثيرا في العالم العربي من قبل جريدة الأهرام المصرية اليومية.